# Günther von Hohnhorst
Günther Karl Adolf von Hohnhorst (* 19. Mai 1863 in Fallingbostel; † 4. Oktober 1936 in Eldingen/Hohnhorst) war ein deutscher Verwaltungsbeamter und Rittergutsbesitzer.

## Leben

### Herkunft
Seine Eltern waren der preußische Landrat Bruno von Hohnhorst (1822–1886) und dessen Ehefrau Eleonore, geborene Freiin von Vincke (1831–1906) eine Tochter des Reformers Ludwig von Vincke. Der spätere Generalleutnant Ernst von Hohnhorst (1865–1940) war sein jüngerer Bruder.

### Karriere
Günther von Hohnhorst studierte Rechtswissenschaften an der Ruprecht-Karls-Universität Heidelberg. 1884 wurde er Mitglied des Corps Vandalia Heidelberg. Nach dem Studium trat er in den preußischen Staatsdienst ein. In der Folge wurde er Regierungsassessor bei der Regierung in Köslin. Von 1898 bis 1918 war er Landrat des Landkreises Dramburg. Anschließend war er Oberpräsidialrat. Zuletzt lebte er als Oberpräsidialrat a. D. und Fideikommissbesitzer auf seinem Gut in Hohnhorst im Kreis Celle und war ritterschaftlicher Syndikus des Fürstentums Lüneburg.

### Familie
Hohnhorst hatte sich am 1. Juni 1904 mit Gabriele Freiin von Oldershausen (1873–1905) verheiratet. Aus der Ehe ging der Sohn Jürgen (1905–1940) hervor. Dieser war Leutnant a. D. und mehrfach verheiratet, zuerst mit der Tochter des Generals Max von Schenckendorff, Ursula von Schenckendorff, dann mit Anna von Alvensleben-Neugattersleben (1914–1984). Jürgen von Hohnhorst betrieb das Südgut und vererbte dieses wiederum an seinen Sohn aus erster Ehe, dem Landwirt Günther jun. von Hohnhorst, geboren 1937.